# Grund (Philosophie)
Mit dem Ausdruck Grund (griech. arché, aitía, lat. principium, engl. reason) wird im allgemeinsten Wortsinn alles bezeichnet, womit man auf die Frage „Warum?“, „Woher?“, „Woraus?“ antwortet. Gemeint ist damit ein sachlich oder zeitlich Früheres, durch welches ein daraus oder danach Folgendes bestimmt wird.
Im heutigen Deutsch hat das Wort „Grund“ sowohl die Bedeutung von Begründung als auch die von Fundament und Basis. In verschiedenen Sprachen dient dasselbe Wort dazu, sowohl die Vernunft als auch den Grund zu bezeichnen (griechisch „logos“, lateinisch „ratio“ und die davon abgeleiteten Ausdrücke in den romanischen Sprachen und im Englischen).
Im philosophischen Sprachgebrauch wird der Ausdruck „Grund“ vieldeutig gebraucht und ist nur schwer von den benachbarten Ausdrücken „Ursache“ und „Prinzip“ abzugrenzen. Häufig wird in der Tradition zwischen Realgründen und Erkenntnisgründen unterschieden. Im heutigen Sprachgebrauch spricht man von Ursache, wenn der Sachgrund von dem, was durch ihn begründet wird, verschieden ist, während mit Grund im engeren Sinne heute meist der Erkenntnisgrund bezeichnet wird.
Das Problem des Grundes kann nach verschiedenen methodologischen Gesichtspunkten erörtert werden. Wesentlich sind hierbei vor allem eine ontologische und eine epistemologische Betrachtungsweise.

## Begriffsgeschichte
In den Anfängen der europäischen Philosophie wird der Begriff „Grund“ (arché) durch eine Mehrzahl noch nicht differenzierter Bedeutungskomponenten charakterisiert. Im ursprünglichen mythischen Denken bedeutete arché  etwas, das in allen Teilen eines Seienden gegenwärtig ist und seine Einheit ausmacht; es kam damit der Bedeutung von dem nahe, was später Stoffursache genannt werden sollte. Bei Anaximander tritt die kausale Komponente von arché in den Vordergrund, wenn er sie als das auffasst, aus dem die konkreten Dinge hervorgehen, was das Geschehen „steuert“ und ihm hierdurch den Charakter der Notwendigkeit verleiht. Aristoteles verwendet für „Grund“ die beiden sinnverwandten Begriffe arché (bei Aristoteles am besten mit „Prinzip“ zu übersetzen) und aitía (Ursache). Bezüglich der Ursachen unterscheidet er die Stoff- (causa materialis), Form- (causa formalis), Wirk- (causa efficiens) und Zweckursache (causa finalis), die alle auf unterschiedliche Weise „Gründe“ für das jeweilige Seiende darstellen. Prinzipien sind „das Erste, woher etwas ist oder wird oder erkannt wird“ (Met V 1013a 18-19). Aristoteles trifft die Unterscheidung zwischen Gründen des Seins (später ratio essendi), des Werdens (ratio fiendi) und des Erkennens (ratio cognoscendi), an der sich noch Gottfried Wilhelm Leibniz und Christian Wolff orientierten. Seit Christian August Crusius wurden die Gründe des Seins und des Werdens im Deutschen auch als „Realgründe“ bezeichnet.

## Erkenntnisgründe
Erkenntnisgründe sind Gründe, die innerhalb einer Begründung den Wahrheitsanspruch eines bestimmten – theoretischen oder praktischen – Urteils stützen sollen.
Dabei kann es sich um andere als wahr akzeptierte Urteile (1) oder um den beurteilten Sachverhalt selbst (2) handeln.
Die strengste Form des ersten Falles ist der Beweis, in dem der begründete Satz aus anderen, als wahr akzeptierten Sätzen logisch gefolgert wird.
In vielen Fällen liegen aber auch schwächere Gründe wie die Übereinstimmung mit dem Urteil eines Sachkundigen oder einer Tradition vor. Im zweiten Fall handelt es sich um Begründung durch Inanspruchnahme von Evidenz, d. h. das zweifelsfreie Sich-Zeigen einer Sache. So sind für Aristoteles die ersten Prinzipien, sobald man sie verstanden hat, unmittelbar evident.
Zuweilen wird auch die (induktive) Bestätigung von Hypothesen als eine Art der Urteils-Begründung angesehen. Die eine Hypothese stützenden Erfahrungsdaten werden dann als „Grund“ dafür angegeben, die fragliche Hypothese zu akzeptieren.
Bei praktischen Urteilen werden Entscheidungen begründet. Diese erfolgt so, dass dasjenige, was Gegenstand der in Frage stehenden Entscheidung war, als notwendiges Mittel zu einem Zweck erwiesen und dieser Zweck als Ziel der Handlung genannt wird, wobei unter Umständen für die Zwecksetzung Evidenz in Anspruch genommen wird.
In der Philosophie überwiegt seit David Hume und Immanuel Kant die Auffassung, dass es sich bei theoretischen und praktischen Gründen um unterschiedliche Typen von Gründen handelt. Maßgeblich ist dabei die bereits von David Hume getroffene Unterscheidung zwischen Überzeugungen und Wünschen. Während bei theoretischen Gründen Überzeugungen gerechtfertigt werden, die letztlich anhand empirischer Daten überprüft werden müssen, rechtfertigen praktische Gründe Handlungen. Bei diesen spielen neben Überzeugungen auch Wünsche eine Rolle, die keiner weiteren rationalen Kritik mehr zugänglich sind.

## Argumentationstheorie
Stephen Toulmin, einer der Pioniere der modernen Argumentationstheorie, hat 1958 ein im anglo-amerikanischen Raum weit verbreitetes Begründungsschema entwickelt, in dem man von einem Grund (engl.: Ground, Evidence oder Data) mit einer Übergangsregel ('Warrant') zu einer Konklusion (Claim) gelangt. Das im selben Jahr vorgelegte französischsprachige Standardwerk von Chaim Perelman und Lucie Olbrechts-Tyteca verwendet einen deutlich weiteren Begriff des Grundes, der neben Daten und Fakten auch Werte zulässt.
In der Informellen Logik enthält ein Grund eine Prämisse und eine (manchmal versteckte) Co-Prämisse, die zusammen geeignet sind, die These zu erreichen. Die Pragma-Dialektik mit ihrer formalisierten Analysetechnik umgangssprachlicher Diskussionen wird häufig diesem Teilgebiet der Argumentationstheorie zugerechnet.
Beim deutschen Philosophen Harald Wohlrapp besteht der Grund in einer Argumentation aus einer epistemischen Basis bewährter Orientierungen. Diese ist offen für begründete Re-Evaluationen der bestehenden Auffassung im argumentativen Handlungsablauf.

## Realgründe
In der aristotelisch-scholastischen Tradition sind die Realgründe identisch mit den von Aristoteles genannten vier Ursachen. Ausgehend von der Fragestellung, wie Veränderung möglich ist, wurde dabei unterschieden zwischen inneren und äußeren Ursachen oder synonym zwischen Seins- und Werdensgründen. Als innere Ursachen wurden dabei die Stoff- und Formursache unterschieden, die zueinander in einer komplementären Beziehung stehen. Dabei wurde die Stoffursache als das Prinzip der Veränderung, die Formursache als das Prinzip der Identität aufgefasst. Als ebenso komplementär wurden die beiden äußeren Ursachen aufgefasst – die Wirkursache als das Prinzip, das eine Veränderung in Gang bringt, die Zweckursache als das Ziel, auf das hin diese Veränderung geschieht.
Seit David Hume setzte sich in der empiristischen, später auch in der positivistischen Denkrichtung immer mehr die Überzeugung durch, dass von Ursachen nur noch als Wirk-Ursachen gesprochen werden könne. Die zwischen Ursache und Wirkung bestehende Beziehung wurde nur noch als regelmäßige Aufeinanderfolge gedeutet, die im Sinne von Kant nur im menschlichen Verstand als Kausalität gedacht wird.